# Friedrich-Wilhelm Neumann (General)

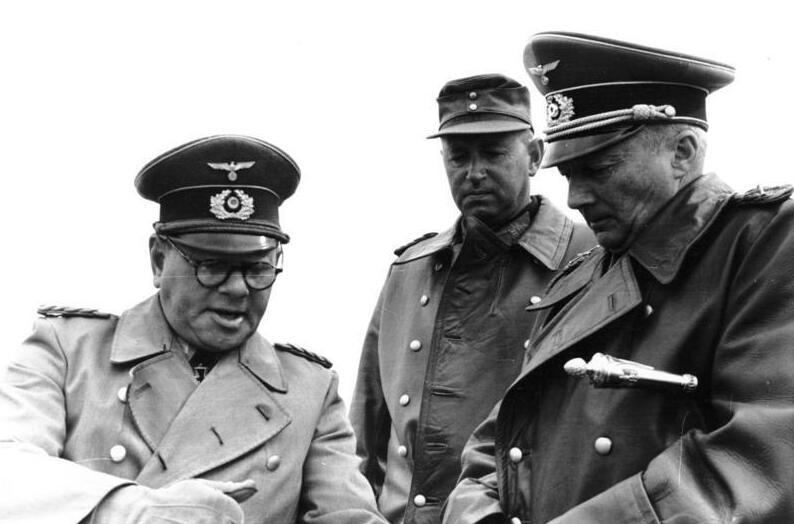
Felix Schwalbe (links), Friedrich-Wilhelm Neumann (mittig) und Günther von Kluge (rechts) im April 1944 bei der Besichtigung des Atlantikwalls in Nordfrankreich

Friedrich-Wilhelm Neumann (* 22. Januar 1889 in Burg Osterode in Ostpreußen; † 26. Januar 1975 in Bad Wiessee) war ein deutscher Offizier, zuletzt Generalleutnant der Wehrmacht im Zweiten Weltkrieg.

## Leben
Friedrich-Wilhelm Neumann kam 1889 als Sohn vom Königlichen Rentmeister Louis Neumann und seiner Ehefrau Anna, geb. Berger, aus Burg Osterode zur Welt. Sein älterer Bruder war der spätere Jurist Otto Neumann.
Friedrich-Wilhelm Neumann trat Ende April 1906 als Fahnenjunker in die Armee ein und wurde Mitte November 1907 zum Leutnant beim Infanterie-Regiment 151 befördert. Er diente als Offizier im Ersten Weltkrieg und wurde nach dem Krieg in die Reichswehr übernommen. Ende September 1921 wurde er als Major verabschiedet und wechselte in den Polizeidienst.
Mitte Oktober 1935 wurde er als Oberstleutnant, seit November 1933 in diesem Dienstgrad, in die Wehrmacht aufgenommen und im April 1936 zum Oberst befördert. Im April 1938 wurde er Kommandeur des Infanterie-Regiments 17 bei der 31. Infanterie-Division in Braunschweig und blieb dies mit Unterbrechungen bis nach dem Beginn des Zweiten Weltkriegs. Mit dem Infanterie-Regiment 17 nahm er am Überfall auf Polen teil. Im Dezember 1939 war er bis Mitte November 1940 erster Kommandeur der 191. Reserve-Division, welche unter seinem Kommando ohne Kampfeinsatz blieb. Im Februar 1940 erfolgte seine Beförderung zum Generalmajor. Anschließend wurde er erster Kommandeur der 340. Infanterie-Division. Mit der Division kämpfte er in Nordfrankreich. Anfang März 1942 gab er, nachdem er im Februar 1942 zum Generalleutnant befördert wurde, das Kommando ab und übernahm, ebenfalls in Frankreich stehend, von Mitte April 1942 bis Ende Februar 1945 die 712. Infanterie-Division. Im Januar 1944 vertrat er General der Infanterie Werner von Gilsa als Kommandierender General des LXXXIX. Armeekorps in den Niederlanden und ebenfalls in der gleichen Position vor der Übernahme durch General der Kavallerie Philipp Kleffel von November 1944 bis Dezember 1944 das kurze Zeit vorher wieder aufgestellte XXX. Armeekorps. Er kehrte immer zu seinem Divisions-Kommando zurück. Im Januar 1945 war die Verlegung der 712. Infanterie-Division an die Ostfront erfolgt. Ende Februar 1945 übernahm er formal die Korpsgruppe von Tettau, konnte die Gruppe aber nicht übernehmen, da diese eingeschlossen war. Vom 5. April 1945 bis Kriegsende war er Kommandierender General des XXXIII. Armeekorps in Trondheim. Zu Kriegsende kam er in Kriegsgefangenschaft.

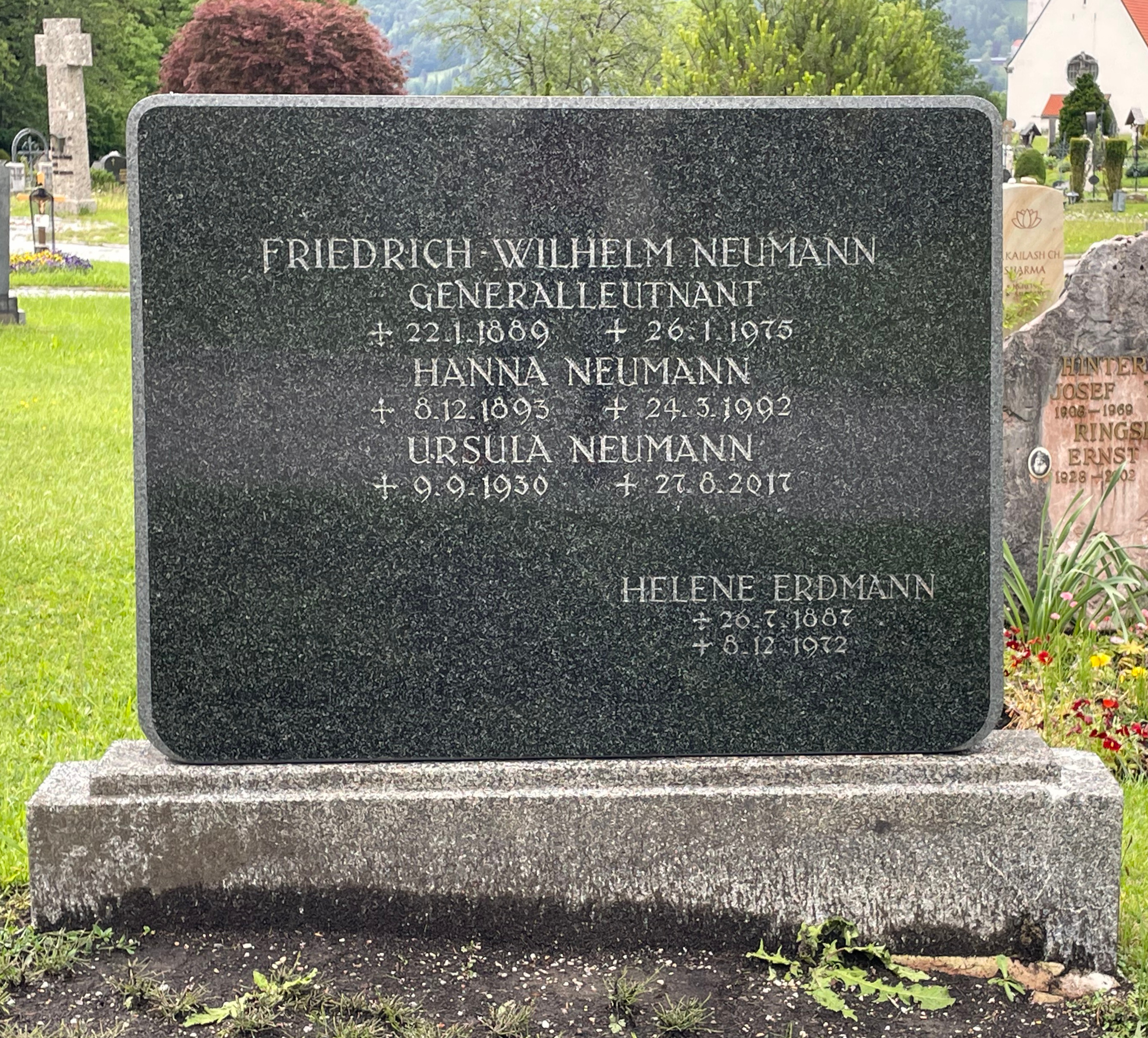
Grabstein auf dem Bergfriedhof Bad Wiessee

Friedrich Wilhelm Neumann liegt auf dem Bergfriedhof Bad Wiessee begraben.

## Auszeichnungen
- Eisernes Kreuz (1914) II. und I. Klasse
- Verwundetenabzeichen (1918) in Schwarz
- Hanseatenkreuz Hamburg
- Spange zum Eisernen Kreuz II. und I. Klasse
- Deutsches Kreuz in Silber am 30. Oktober 1943
- Ritterkreuz des Eisernen Kreuzes am 16. Oktober 1944[5]